# Nina Stemme

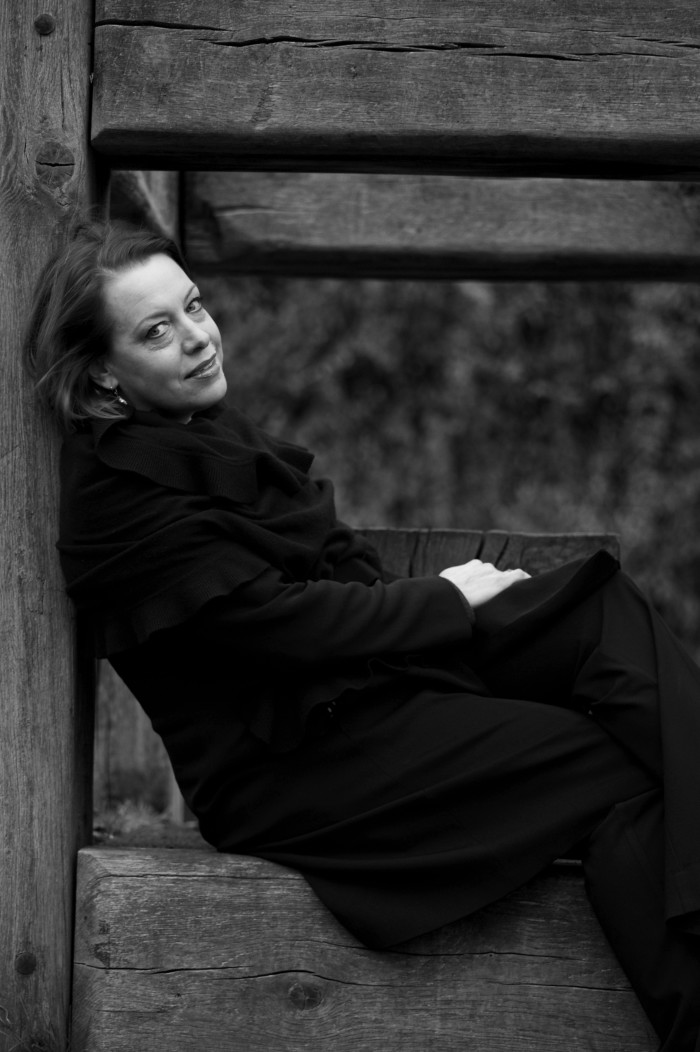
Nina Stemme, soprano lírico-dramática. Fotógrafo: Neda Navaee.

Nina Stemme (Estocolmo, 11 de mayo de 1963) es una soprano lírico-dramática sueca.

## Formación y carrera
De manera paralela a sus estudios en Economía y Administración de Empresas en la Universidad de Estocolmo, Nina Stemme siguió un curso de dos años en el Operastudio de Estocolmo. Su debut en Cortona, Italia, en 1989, decidió a Stemme a seguir una carrera como cantante profesional; completó sus estudios en el National College of Opera de Estocolmo en 1994. Además de dos papeles menores en la ópera de Estocolmo, cantó mientras tanto los roles de Rosalinde (Die Fledermaus), Mimí (La Bohème), Euridice (Orfeo y Eurídice (1762)) y Diana (La fedeltà premiata) de Haydn. 
Aclamada internacionalmente en dos importantes certámenes líricos (el Operalia World Opera Competition de Plácido Domingo y el BBC Cardiff Singer of the World, ambos en 1993), éstos introdujeron a Stemme en el circuito de las jóvenes promesas del canto mundial. Como ganadora del World Opera Competition de Plácido Domingo el famoso tenor la invitó a aparecer con él en un concierto en La Bastilla (1993). El mismo concierto se repitió el 1 de enero de 1994 en Múnich. 
La soprano nacida en Estocolmo es una presencia habitual en los grandes escenarios operísticos internacionales. Desde su debut operístico en Cortona, en 1989, en el papel de Cherubino, ha aparecido en los mejores teatros de ópera del mundo, incluyendo la Kungliga Operan de Estocolmo, el teatro de la Ópera de Viena, la Semperoper de Dresde, Génova, Zúrich, el Teatro San Carlo de Nápoles, el Gran Teatro del Liceo de Barcelona, La Royal Opera House del Covent Garden, el Metropolitan Opera de Nueva York y la Ópera de San Francisco, así como los festivales de Bayreuth, Salzburgo, Savonlinna, Glyndebourne y Bregenz. 
Stemme es una de las más brillantes sopranos dramáticas del canto wagneriano actual.

## Repertorio
En su repertorio destaca especialmente la interpretación de las principales heroínas wagnerianas, donde ha hecho brillar con luz propia la potencia y ductilidad de su voz de soprano dramática: "Senta" de El holandés errante, "Elisabeth" de Tannhäuser, "Elsa" de Lohengrin, "Freia" en El oro del Rhin, "Sieglinde" en La Valquiria, "Brünnhilde" en Sigfrido y "Eva" en Los maestros cantores de Núremberg. Sin embargo, el papel que la catapultaría a la fama fue la Isolda del drama wagneriano, celebrada por la crítica en el Festival de Glyndebourne en 2003 y en la grabación de la ópera en estudio para EMI Classics en 2005, con Plácido Domingo como Tristán y los coros y orquesta del Covent Garden bajo la dirección de Antonio Pappano. Este papel la llevó con indudable éxito Estocolmo, Zúrich (2004), Bayreuth en 2005 y 2006, retomándolo de nuevo en Glyndebourne en 2007, en la Kungliga Operan de Estocolmo en octubre y noviembre de 2008 y en Zúrich en diciembre de 2008 y enero de 2009. Hoy en día su interpretación de Isolda resulta de referencia, siendo comparada con otras sopranos dramáticas de origen nórdico como Birgit Nilsson, Astrid Varnay o Kirsten Flagstad.
Por lo que se refiere a la ópera alemana no wagneriana, en su repertorio figuran igualmente algunos de los más principales papeles del teatro lírico nacional germano: Leonore en el Fidelio de Beethoven; Agathe de Der Freischütz y Recia de Oberon, de Carl Maria von Weber; de entre la producción de Richard Strauss ha cantado Arabella, Ariadne (Ariadne auf Naxos), la Condesa (Capriccio), la Emperatriz (Die Frau ohne Schatten) y, sobre todo, la Mariscala de Der Rosenkavalier para la Ópera de Zúrich en 2004, donde dio al personaje una consistencia vocal contrastante con el lirismo de su dramatización delicada y frágilmente neurótica, tan alejada de anteriores hitos interpretativos en la obra straussiana; Nyssia de El Rey Kandaules de Alexander von Zemlinsky y Marie en Wozzeck, de Alban Berg. En el terreno de la opereta he interpretado el ya mencionado papel de Rosalinde de Die Fledermaus, de Johann Strauss (hijo). El lieder alemán ha sido también abordado con brillantez por Nina Stemme, especialmente en sus grabaciones de las "Últimas cuatro canciones" de Richard Strauss y los Wesendonck Lieder de Richard Wagner.
En diciembre de 2007 Stemme sustituyó a Deborah Voigt como Sieglinde en La Valquiria wagneriana bajo la dirección de Franz Welser-Möst, obteniendo un rotundo éxito de crítica y público. Cantó la Brünnhilde de Sigfrido, si bien en El ocaso de los dioses el papel fue cantado por Eva Johansson.
Además de su especial dedicación a la ópera alemana, la consistencia y flexibilidad vocales de Nina Stemme le han permitido incorporar a su repertorio grandes papeles de la ópera italiana: Cherubino y la Condesa en Las bodas de Fígaro y Doña Elvira en Don Giovanni, de Mozart; Aída, Amelia (Un ballo in maschera), Elisabetta (Don Carlos), Desdémona (Otello) y, en Viena entre abril y mayo de 2008, Leonora (La forza del destino) de entre las obras de Giuseppe Verdi y Minnie (La fanciulla del West), Cio-Cio-San (Madama Butterfly), Suor Angelica, Manon Lescaut y Tosca, de Giacomo Puccini. También ha interpretado obras del reperterio ruso, como las partes de Tatiana (Eugene Onegin) y Lisa (La dama de picas) de Piotr Ilich Chaikovski y Katerina Ismailova en Lady Macbeth de Mtsensk, de Dmitri Shostakóvich, el checo, con Jenufa y Katia Kabanova de Leoš Janáček, Rusalka de Antonín Dvořák y Katerina en Griechiche Passion, de Bohuslav Martinů, y el repertorio francés, cantando la Margarita del Fausto de Charles Gounod. 
Por lo que se refiere a conciertos y recitales, entre estos destacan el ofrecidos con Antonio Pappano al piano en Barcelona y Dresde, y así como otro en la ópera de Zúrich, y una versión de concierto de Salomé en Estrasburgo.

## Próximos proyectos
Nina Stemme ha anunciado su debut cantando la Salomé straussiana para junio de 2009 en el Gran Teatro del Liceo de Barcelona, que llevará al año siguiente al Teatro Real de Madrid. En 2010 tiene previsto cantar la Katerina Ismailova de Lady Macbeth de Mtsensk en el Metropolitan de Nueva York y la Brünnhilde de Sigfrido en el Teatro de La Scala de Milán bajo la dirección de Daniel Barenboim. Su rol estrella como la Isolda wagneriana la llevará de nuevo en 2009 a la Royal Opera House del Covent Garden, a la Ópera del Estado de Baviera (Múnich) y a la Houston Grand Opera. 
En 2010-2011 será Brünnhilde el El anillo del nibelungo en la Ópera de San Francisco bajo la dirección de Donald Runnicles. Además de mantener sus frecuentes apariciones en los teatros de ópera de Suecia entre 2009 y 2011, Nina Stemma también tiene prevista su participación en los montajes del Fidelio beethoveniano en el Covent Garden, Rusalka en Múnich y Tannhäuser en la Ópera de La Bastilla de París.

## Premios y distinciones
Nina Stemme fue galardonada en 2004 con el premio de la ópera del diario Svenska Dagbladet. 
En 2006 fue distinguida con el título de "cantante de la corte" (hovsångerska). Es miembro de la Real Academia Sueca de la Música.
En junio de 2008 fue condecorada con la medalla "Litteris et Artibus" por Su Majestad Carlos XVI Gustavo, Rey de Suecia.
En 2018 fue la cuarta ganadora del Premio Birgit Nilsson.